# Eupithecia cestatoides
Eupithecia cestatoides es una especie de polilla de la familia Geometridae. La especie fue descrita por primera vez por James Halliday McDunnough habiendo sido descrita en 1949, con distribución en California. El holotipo de la especie fue descrita en los alrededores de Half Moon Bay, condado de San Mateo.

## Descripción
Es una polilla pequeña con una envergadura de 21 milímetros (0,8 plg). Se han registrado adultos volando de marzo a junio.